# Slovačka akademija znanosti
Slovačka akademija znanosti (slov. Slovenská akadémia vied, pokrata SAV), krovna je znanstvena i akademska državna ustanova u Slovačkoj, sa sjedištem u Bratislavi. Ustrojena je u tri razreda, za fiziku, prirodoslovlje i društvene znanosti, a u sklopu Akademije djeluje i 58 znanstveno-istraživačkih instituta i 13 pridruženih ustanova. Akademija uređuje i izdaje 44 znanstvenih i stručnih časopisa te godišnje stotinjak monografija. Ustanovljena je 2. lipnja 1942., završetkom Drugog svjetskog rata ugašena, da bi 18. srpnja 1953. odlukom Slovačkog narodnog vijeća ponovno uspostavljena. Tijekom komunističke Čehoslovačke djelovala je pod nadzorom vladajućeg režima, da bi Baršunastom revolucijom i uspostavom neovisne Slovačke zadobila potrebnu autonomiju postavši neovisnom znanstvenom ustanovom.

## Vanjske poveznice
|  | Zajednički poslužitelj ima još gradiva o temi Slovačka akademija znanosti |

- Službeno mrežno mjesto